# Грб Палилуле (Београд)
Грб општине Палилула је симбол београдске општине Палилула. Грб је постојан у три нивоа, као Основни, Средњи и Велики, и у овом облику је у употреби од 2006. године.

## Блазон
Градска општина Палилула користи грб у три нивоа, и то као Основни, Средњи и Велики грб. Статутом градске општине, овај симбол општине је дефинисан на следећи начин:

### Основни грб
Блазон Основног грба:
| „ | Основни грб општине је штит раздељен и горе расцепљен златном бојом и то: - у првом пољу на црвеној подлози осликана је златна лула, - у другом пољу на плавој подлози златном бојом осликане су контуре цркве Светог Марка испод којих се налазе две златне таласасте линије, - у трећем пољу на белој подлози златним линијама је осликан шатор са златним кључем унутар шатора, а испод тога је златним словима исписано: „1830“. Испод тога исцртана је полукружна трака у којој је црним словима исписано: „Палилула - Београд“. | ” |

### Средњи грб
Блазон Средњег грба:
| „ | Средњи грб општине истоветан је Основном грбу, али је штит на Средњем грбу крунисан златном бедемастом круном са три зупца, а у средини круне је златни лав са златним мачем. | ” |

### Велики грб
Блазон Великог грба:
| „ | Велики грб општине истоветан је Средњем грбу, осим што у полукружном делу није исписано: „Палилула - Београд“. Са обе стране Великог грба општине налазе се два држача, и то: - са десне стране грба налази се Свети првомученик архиђакон Стефан одевен у ђаконски стихар кафене боје, преко кога је пребачен ђаконски орар плаве боје, украшен жутим крстовима. У десној руци држи и кадионицу; - са леве стране налази се Свети апостол и јеванђелист Марко одевен у бели хитон преко кога носи црвени химатион. У левој руци држи јеванђеље. Свети првомученик архиђакон Стефан и Свети апостол и јеванђелист Марко између себе и штита придржавају и сребрно, златно оковано и златног врха копља са кога се у поље вију златним ресама опшивени стегови квадратног облика: десни - Београда и леви - Палилуле. Свеци стоје на постаменту у виду травнатог брежуљка. У дну грба вије се бела извијена трака на којој је црним словима исписано: - на десној страни испод лика Светог првомученика архиђакона Стефана: „Св. Стефан“, - у средини, испод Основног грба општине: „Палилула“ - на левој страни испод лика Светог апостола и јеванђелиста Марка: „Св. Марко“. | ” |

## Употреба
Употреба и заштита грба Палилуле је регулисана Статутом општине и „Одлуком о изгледу и употреби симбола градске општине Палилула“ коју је донела Скупштина општине 5. јуна 2006. године. Нормативни оквир за одређивање тематике општинског грба представља Статут Београда, који прописује да се „симболи градске општине уређују статутом градске општине, на начин и у поступку који је законом утврђен за јединице локалне самоуправе“ (реч је о „Закону о локалној самоуправи“ Србије).
Одлуком је предвиђена следећа службена употреба, право на коришћење грба:
ВЕЛИКИ ГРБ:
- Председник Градске општине Палилула
- Скупштина општине Палилула (секретар и заменик секретара, одборници и радна тела Скупштине)

СРЕДЊИ ГРБ:
- Заменик и саветници председника Општине
- Општинска управа
- Општинско веће
- Општинска предузећа и установе и јавне службе
- Општинске публикације (издања Општине Палилула)

ОСНОВНИ ГРБ:
- Месне заједнице
- Остали корисници који добију одобрење
- Промотивне потребе (нпр. покровитељства догађаја...)[4][6]

Слично као и за прописе употребе грба на градском нивоу, није дозвољена примена грба у привредним активностима (осим ако је експлицитно зато дата дозвола), забрањена је употреба оштећеног грба; недолична и неморална употреба; дозвољена је употреба у наставне и уметничке сврхе, а за непоштовање правила су предвиђене и новчане казне. Све је детаљно прописано Одлуком о употреби.

## Симболика
На званичној интернет презентацији Палилуле, изнето је следеће значење елемената у грбу:
- Лула — У Отоманско доба било је забрањено пушење унутар градских зидина. Пушачи су морали да пуше дуван ван њих, на месту које је данас део Општине Палилула. Отуда потиче и назив саме општине.[6]
- Црква св. Марка — Стилизована купола Цркве светог Марка, која се налази територији Општине Палилула и представља једно од најпознатијих обележја Града Београда.[6]
- Шатор и кључеви — Стилизована представа шатора са златним кључем и годином 1830. означава историјски догађај када је Милош Обреновић добио Султанов Хатишериф којим се Србији званично даје одређени степен аутономије и самосталности у оквиру Отоманске владавине. Ово се збило на Ташмајдану, на територији Општине Палилула.[6]

## Историја
Грб општине Палилула је усвојен 2006. године.

## Галерија
- Предлог за основни, средњи и велики грб Палилуле хералдичара Драгомира Ацовића[7]
- Предлог Ацовића за основни и средњи грб београдске општине Палилула[7]
- Предлог Ацовића за велики грб Палилуле[7]

### Књиге и научни чланци
- Ацовић, Драгомир М. (2000). Грбови града Београда. Београд: Српска књижевна задруга.
- Ацовић, Драгомир М. (2008). Хералдика и Срби. Београд: Завод за уџбенике. ISBN 978-86-17-15093-6.  152135692
- Перић, Марко (2019). Грбови Београда и београдских општина ; [каталог изложбе]. Београд: Историјски архив Београда, (Београд : Зламен). ISBN 978-86-80481-50-0.  281650700

### Правна регулатива
- „Статут градске општине Палилула” (PDF). Службени лист града Београда 43/08. 14. 11. 2008. стр. 24—35.
- „Одлука о изгледу и употреби симбола градске општине Палилула” (PDF). Службени лист града Београда 14/06. 28. 6. 2006. стр. 3—4.